# 털사 킹
《털사 킹》(영어: Tulsa King)은 파라마운트+에서 2022년 11월부터 방영 중인 미국의 범죄 드라마 텔레비전 시리즈이다. 제목에 명시된 오클라호마주 털사가 작품 배경이며, 실베스터 스탤론이 처음으로 주인공 역을 맡은 대본 기반 텔레비전 시리즈이다.
2024년 9월 뉴올리언스를 배경으로 하는 파생 시리즈가 제작 초기 단계에 있다는 사실이 알려졌다.
2025년 제52회 새턴상 액션·스릴러 텔레비전 시리즈 부문 작품상 후보에 올랐다.
2025년 3월 시즌 3 제작이 확정되었다.

## 개요
뉴욕 마피아 인버니지 패밀리의 카포 드와이트 "더 제너럴" 맨프레디는 살인죄로 25년간 복역하며 패밀리에 충성을 다한다. 그러나 보스는 드와이트가 석방되자 그를 아는 사람이 아무도 없는 오클라호마주 털사로 버리듯이 보내버린다. 털사에서 독자 범죄 조직을 수립한 드와이트는 새 조직원들을 모으기 시작한다.

## 출연진
메인
- 실베스터 스탤론 - 드와이트 "더 제너럴" 맨프레디 역
- 앤드리아 새비지 - 스테이시 빌 역: ATF 상급 요원. 시즌 1 맨프레디의 애정 상대. 시즌 2에서 맨프레디의 유죄 판결을 이끌어내지 못한 벌로 알래스카주로 전출된다.
- 마틴 스타 - 로런스 "보디" 가이거먼 역: 대마 판매업자. 맨프레디 패밀리 자금책, 조직원. 이븐 하이어 플레인 크루.
- 제이 윌 - 타이슨 미첼 역: 전 택시 운전사 현 드와이트의 운전기사. 맨프레디 첫 조직원. 브레드2벅 크루.
- 맥스 카셀라 - 아만드 "매니" 트루시 역: 전 인버니지 패밀리 솔저. 패밀리에 대한 맹세를 깬 후 털사의 페나리오 말 농장에서 일하며 새 삶을 시작했다. 드와이트를 죽이려다가 실패한 뒤 맨프레디 조직원으로 합류한다. 맨프레디 솔저, 투기업자. 브레드2벅 크루.
- 도미닉 롬바도지 - 돈 찰스 "치키" 인버니지 역: 인버니지 언더보스. 후에 보스가 된다. (시즌 1-2)
- 빈센트 피아자 - 빈스 앤토나치 역: 치키의 카포. 후에 콘실리에리가 된다.
- A.C. 피터슨 - 피트 "더 록" 인버니지 역: 인버니지 보스. 후에 아들 치키에게 살해된다. (시즌 1)
- 개릿 헤들런드 - 미치 "더 스틱" 켈러 역: 전 로데오 스타. 전과자. 바 주인. 맨프레디 조직원. 브레드2벅 크루.
- 데이나 딜레이니 - 마거릿 데버로 역: 페나리오 주인. 시즌 2에서 드와이트의 애정 상대가 된다.
- 타티아나 자퍼디노 - 티나 맨프레디그리거 역: 브루클린 플로리스트. 드와이트와 사이가 소원해진 딸. (시즌 2, 시즌 1 리커링)
- 애너벨라 쇼라 - 조앤 맨프레디 역: 드와이트의 여동생. (시즌 2, 시즌 1 리커링)
- 닐 맥도너 - 캘 스레셔 역: 부패한 사업가. 대규모 대마 제조·판매업자. 석유 업계 거물. 재키 밍의 동료. (시즌 2)
- 프랭크 그릴로 - 빌 베빌라콰 역: 캔자스시티 베빌라콰 패밀리 보스. (시즌 2)

리커링
- 크리스 캘도비노 - 데니스 "구디" 커란지 역: 인버니지 카포, 콘실리에리. 후에 맨프레디에 합류해 언더보스이자 콘실리에리가 된다.
- 가이 나둘리 - 조니 더 집 역: 인버니지의 카포. 빈스의 오른팔.
- 리치 코스터 - 킬란 월트립 역: 아웃로 바이커 클럽 "더 블랙 머캐덤스"의 아일랜드인 대장. (시즌 1)
- 에밀리 데이비스 - 로셸 록시 해링턴 역: 매니의 동료. 블랙 머캐덤스 단원의 여자. 스테이시의 정보원. (시즌 1)
- 로니 진 블레빈스 - 벤 허친스 역: 드와이트의 운전 교습 강사.
- 배리 코빈 - 베이브 역
- 마이클 비치 - 마크 미첼 역: 타이슨의 아버지.
- 스칼릿 로즈 스탤론 - 스펜서 역: 전 식당 종업원. 드와이트가 아끼는 말의 관리자로 고용한다.
- 매케나 퀴글리 해링턴 - 그레이스 역: 맨프레디 조직원. 이븐 하이어 플레인 크루.
- 대실 코너리 - 클린트 역: 맨프레디 조직원. 이븐 하이어 플레인 크루.
- 저스틴 가르시아프루네이다 - 프레드 역: 맨프레디 조직원. 경호원. 이븐 하이어 플레인 크루.
- 조너선 조스 - "배드 페이스" 역: 맨프레디 조직원.
- 글렌 굴드 - 지미 "더 크리크" 역: 맨프레디 조직원. 대마 제조·판매업자. 이븐 하이어 플레인 크루.
- 로버트 워커 브란쇼 - 카슨 파이크 역: 블랙 머캐덤스 단원. (시즌 1)
- 스티브 위팅 - 도니 쇼어 역: 자동차 판매 대리점 사장.
- 조지프 리커비니 - 제리 이조 역: 인버니지 카포. (시즌 1-2)
- 리치 팅 - 재키 밍 역: 중국 삼합회 단원. (시즌 2)
- 마이크 "캐시 플로" 월든 - 마이클 "빅풋" 역: 맨프레디 조직원, 집행자, 경호원. 미치의 사촌. 브레드2벅 크루. (시즌 2)

게스트
- 앨런 오트리 - 브라이언 길런 역: 전 페나리오 소유주. 마거릿의 전 남편. (시즌 1)
- 조시 페이덤 - 엘리엇 에번스 (시즌 1)
- 젤리 롤 - 본인 역: 음악가. (시즌 2)
- 그레이엄 그린 - 올드 스모크 역(시즌 2)